# عثمان سوم مراکش
عثمان سوم مراکش (انگلیسی: Abu Said Uthman III؛ ۱۳۸۳ – ۲۱ اکتبر ۱۴۲۰) سلطان مرینیان مراکش از سال ۱۳۹۸ تا ۱۴۲۰ میلادی بود.